# Jastrzębiec modry
Jastrzębiec modry (Hieracium caesium Fr.) – gatunek rośliny należący do rodziny astrowatych. W Polsce jest rzadki; występuje w Sudetach, Karpatach i na Wyżynie Krakowsko-Częstochowskiej.

## Morfologia
ŁodygaDo 30 cm wysokości.
LiścieSinozielone, nagie. Liście odziomkowe jajowatolancetowate, ząbkowane. 2-3 liście łodygowe.
KwiatyZebrane w koszyczki długości 10-12 mm, pokryte włoskami gwiazdkowatymi. Szypułki pokryte włoskami gwiazdkowatymi oraz prostymi. Okrywa kulista lub jajowata. Łuski okrywy koszyczka ustawione dachówkowato w wielu szeregach. Puch kielichowy dwurzędowy, złożony z nierównych włosków.
OwoceCzarne niełupki bez ząbków na szczycie, ucięte, z pierścieniowatym wałeczkiem.

## Biologia i ekologia
Bylina, hemikryptofit. Rośnie na skałach wapiennych. Kwitnie od maja do lipca.

## Zmienność
Gatunek zróżnicowany na sześć podgatunków:
- Hieracium caesium subsp. arbenzii Zahn
- Hieracium caesium subsp. caesiopsis Zahn
- Hieracium caesium subsp. caesium
- Hieracium caesium subsp. galbanum Dahlst.
- Hieracium caesium subsp. violaceum (Lindeb.) Zahn
- Hieracium caesium subsp. virenticeps (Dahlst.) Zahn

## Zagrożenia i ochrona
Gatunek umieszczony na Czerwonej liście roślin i grzybów Polski w kategorii zagrożenia [V] (narażony na izolowanych stanowiskach).